# Кирюшин Володимир Андрійович
Володимир Андрійович Кирюшин (нар. 19 грудня 1934, місто Сталіно, тепер Донецьк Донецької області) — український радянський партійний діяч. Депутат Верховної Ради УРСР 10—11-го скликань. Кандидат у члени ЦК КПУ в 1976—1990 р.

## Біографія
У 1953 році закінчив Сталінський (Донецький) сільськогосподарський технікум.
Член КПРС з 1957 року.
У 1958 році закінчив Московську сільськогосподарську академію імені Тімірязєва.
У 1958—1961 роках — агроном радгоспу імені Фрунзе Сакського району Кримської області.
У 1961—1969 роках — інструктор, заступник завідувача сільськогосподарського відділу Кримського обласного комітету КПУ.
У березні 1969—1975 роках — в апараті ЦК КПУ.
У 1975—1989 роках — помічник 1-го секретаря ЦК Компартії України Володимира Щербицького.

## Нагороди
- орден Жовтневої Революції
- орден Трудового Червоного Прапора
- два ордени «Знак Пошани»
- медалі